# Fusigobius longispinus
Fusigobius longispinus es una especie de peces de la familia de los Gobiidae en el orden de los Perciformes.

## Morfología
Los machos pueden llegar a alcanzar los 8 cm de longitud total.

## Hábitat
Es un pez de Mar, de clima tropical y asociado a los  arrecifes de coral que vive entre 9-25 m de profundidad.

## Distribución geográfica
Se encuentra desde el Mar Rojo y la África Oriental hasta las Islas Marshall, las Islas Ryukyu y la Gran Barrera de Coral. 

## Observaciones
Es inofensivo para los humanos. 